# 臺語電影
臺語電影（Taiwanese cinema）是指以臺語（臺灣閩南語）發音或配音的臺灣電影。
而目前的臺語長片（通稱臺語片）是專指臺灣於1955年至1981年，全片以臺語發音的臺灣電影，當時係為與國語片、廈語片、粵語片等做區隔。當時的電影以臺語片為主，主要是當時的臺灣人仍是以臺語、客語、原語為母語，以臺語為母語者又是最大族群，且日常生活基本上都是講母語，直到 1970 年之後，政府強力推行國語、壓制臺語、客語、原語後，終於走向沒落。最後一部臺語片是1981年由楊麗花主演的歌仔戲電影《陳三五娘》，1955年至1981年間，臺語片總產量達1000多部，現存於國家電影資料館者約200多部。
1983年開始，臺灣新電影浪潮在語言的呈現追求寫實，電影中的語言也逐漸不再受到制約，語言因角色的需要而異，但因政府的國語政策，多以國語為主，台語、客語都以鄉土語言的方式呈現。且新電影以降臺灣電影的製作方式亦有別於早年幾近土法煉鋼的方式，因此不在「臺語長片」定義範圍內，新世紀多元電影重燃臺灣話熱潮，但多與日語華語並用如《浮世光影》(2005)。

## 歷史

### 啟蒙時期

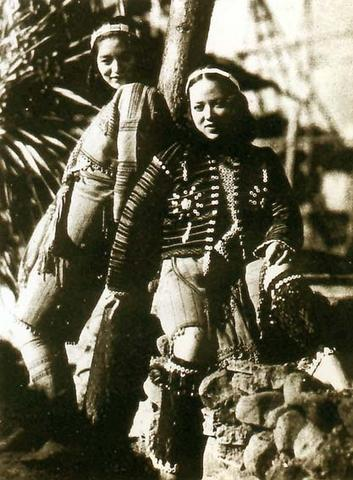
台灣自製日語電影《莎勇之鐘》，李香蘭主演

台灣電影業發展相當早，在日治時期的20世紀初就已經開始。1900年6月12日，日法自動幻畫協會於台北北門街「十字館」開始放映黑白紀錄片，映期為一週，並且登報招攬觀眾。此為台灣第一回的電影公開放映與電影廣告，十字館亦成為台灣第一家電影院。同年6月16日，來自日本的松浦章三於淡水館放映法國盧米埃兄弟拍攝的《火車進站》、《海水浴》、《工人下班》等十餘部短片。松浦章三並於放映電影時兼日文解說，是台灣最早的電影辯士，1921年，同樣以日語解說電影的台灣人王雲峰成為第一個台籍辯士。
1930年代，使用台語語言台籍辯士與配上台語流行曲（如《桃花泣血記》）的無聲電影雖盛行台灣，但理論上仍不可稱為台語電影。
1932年5月1日，台灣自製第一部電影，是無聲片《義人吳鳳》，該片演員多為日本人。1937年台灣出現第一部有聲片，為台灣總督府政令宣導影片，描述六氏先生遇難的「嗚呼芝山岩」。之後台灣少量自製生產的有聲片仍全以日語配音，因此也不能算是台語片。

### 第一波的黃金時代
1955年6月23日，自日返台的邵羅輝組建的都馬劇團所拍攝的第一部16㎜廈語片《六才子西廂記》（邵羅輝執導），在台北大觀戲院公映。由於因為16mm電影規格不適合影院演出，上映三天後即因觀眾稀少下檔。雖然賣座不佳，卻因此引起普遍迴響。
1956年1月1日，由麥寮拱樂社主演、何基明執導、標榜「正宗台語」的台語電影《薛平貴與王寶釧》(首部35㎜台語片)在台北中央戲院放映，大獲成功，引發台語片風潮。幾天後，台北美都麗戲院、台北明星戲院等戲院加入聯映，每天每家戲院都放映五至六場，盛況空前。光這階段的映期，《薛平貴與王寶釧》一片的純收入就高達120萬新台幣，超過成本三倍。之後該片於台灣中、南部戲院上映，更是轟動一時。該片票房的告捷，激勵了民間電影業者相繼投入台語電影的拍攝。
1956年，台語電影總共出品21部，是1950年代以來台灣自製影片總數的數倍，其中邵羅輝導演執導的《雨夜花》是第一部台語時裝電影。很多是以民俗(《廖添丁》、《瘋女十八年》、《望春風》)為題材。吸收歌仔戲、新劇、話劇人材。台語片成本較低，觀眾以中年人、中下階層為主，郊區大於都市。
1957年，台語片進入黃金時代，台語電影更開拍62部作品。其中一片公司甚多，也產生臺灣第一位女導演陳文敏。台語片工人員多由戲劇界轉行，亦有影評人(江榴照)轉業。日本電影圈亦派人來臺合作拍攝台語片《紅塵三女郎》，導演岩澤康德、田中哲、及攝影宮西四郎。
1957年9月底，位於鶯歌的民營玉峰影業公司湖山製片廠第一階段完工。
1957年11月1號，《徵信新聞報》(今《中國時報》)舉辦了第一屆台語片金馬獎，頒獎典禮在位於國立藝術館舉行，張英以《小情人逃亡》獲最佳導演獎。
1958年8月19號，《徵信新聞報》(今《中國時報》)主辦「台語片影展」，歐威、洪明麗獲得最佳男女配角。此時台語片之戲曲主流走下坡，取而代之是偵探恐怖片(《基隆七號房慘案》、《金山奇案》等)，乞丐藝旦的電影素材也流行。另外還有悲劇通俗劇，都是台語片重要支派。
總計下來，1955年至1959年間，台語電影共有178部影片，是同時間國語片的三倍多，其中以《王哥柳哥遊台灣》及其續集最受矚目。

### 三年低潮期
由於1957年開始的3年台語電影生產高峰，因為快速的生產，使台語電影普遍呈現粗製濫造的現象，票房也就迅速衰落。
1959年，台語片遭逢第一次低潮，當年僅出品35部影片，華興製片廠停業。當年度為了增加票房，明星下鄉登台蔚為風氣，同時與香港合作，提高技術層面。
1960年，台語電影跌至21部，維持數年的第一波台語電影高峰遂匆匆結束。

### 第二波的興衰

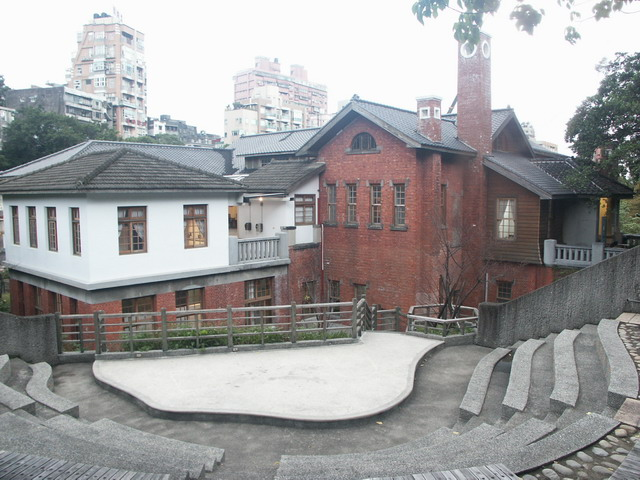
台語電影最常見的場景，北投溫泉。

1962年，已建立一定規模的台語電影市場與製作經驗，這使得台語電影又迅速重新站起來，當時台語片的製作預算高達新台幣二十至三十萬元。當年度，台灣共生產120部臺語電影作品，而當時的國語片全年卻只有7部影片。還有一些電影以國語發音拍攝台灣社會寫實片與愛情片，不合社會實情。
這時期的台語片主要的拍攝場景，主要集中在台北的北投，因為北投的溫泉館林立，室內的拍攝場景，既可有房間也有辦公室可以選擇，附近的河邊又可當作海景拍攝，當紅的影星最多一次輒軋拍8部戲。因為拍攝預算門檻低，吸引許多人投入台語片市場，包括沒有電影製作背景的人，以摸索的方式參與，造成劣幣逐良幣的現象，加上電視機逐漸普及，視覺的聲光刺激慢慢被電視機取代。後期的台語電影為了吸引觀眾，開始在電影情形中以置入性行銷的方式幫商品打廣告，甚至在《海女》系列的電影中，有情色的鏡頭出現。在鄉間的電影院，甚至有看電影免費加映情色電影(俗稱小電影)，或是在片中穿插現場的脫衣舞表演。
台語片會又迅速的衰退，原因大約有：
- 台語片趕工拍攝情況並未改善，常常以十天的拍攝工作天來製作一支片子。
- 拍攝場地缺乏，最常拍攝的地點是台北北投，而常常幾組人馬一同拍攝。
- 台語片只能供內銷，無法拓展市場。
- 影片無法從黑白片升級到彩色片。
- 數量過多，題材劇本無法突破，導致觀眾不但分散，且日漸稀少。
- 無線電視的開播。

導致1963年以後，台語電影的數量又呈現迅速下滑的趨勢。
而從1955年到1981年，這一時期的台語電影共只存在26年。

### 十年沉落期
在層層限制與政府任其衰退的政策下，台語電影終於在1981年畫上暫時休止的符號。這一年，台語片的攝製工作至此劃下句點。
1981年1月1日，台灣上映最後一部純以台語配音的「陳三五娘」（楊麗花主演的歌仔戲電影）上映，叫好不叫座。
1970年代中期之後已鮮有台語片，華語電影是主流，進入1980年代後引入港片，又逐漸取代台灣自行拍攝的華語片。1990年以後，華語片、港片也不敵好萊塢競爭，一段時間戲院幾乎都是西洋片的天下。

### 第三波與現況
1991年，國家電影資料館舉辦之「正宗台語片影展」在臺北市迪化街大稻埕霞海城隍廟放映。
2006年11月9日至2007年3月30日，國家電影資料館舉辦「戲夢五十」台語電影巡迴展。
2007年6月16日至7月1日，國家電影資料館回到「台語片的好萊塢」北投，舉辦台語電影文物展。
2008年8月，包括臺語在內多語使用的《海角七號》上映，票房獲得熱烈回響，使得本土電影再次獲得重視。
2016年9月9日是台語電影60周年紀念日，國家電影中心確定落腳新北市新莊副都心。

## 台語片市場文化
隨片登台是台語電影盛行時所產生的文化。隨片登台的意思是，電影片中的男女主角或演出人員，在電影上映的同時，現身在電影院和觀眾見面。在電視機還不普及的時代，大明星下鄉和觀眾接觸，是當地的大事。電影演員會在電影的開場或是演出中間和觀眾交流。
台語電影流行的時代，一般民眾普遍接觸的媒體是廣播電台，也因此有些台語電影，是先以某一首流行歌曲作為電影主題曲，然後才拍攝電影。電影《舊情綿綿》即是一例，由歌曲《舊情綿綿》的主唱人洪一峰擔任男主角，這也是洪一峰的第一部電影。

## 台語片演員與導演
台語電影演員的來源相當多元，有新劇、歌仔戲、話劇、歌唱藝人、幕後工作人員等等。演員雖沒受過正統學院的電影教育，但很多都有戲劇的底子。
至於導演方面，台語電影的導演大多都是以往無聲片、廈語片、國語片的導演或工作人員，不過也有初試啼聲就一炮而紅的。
台語電影知名演員
小雪、小艷秋、文夏、田清、白蘭、何玉華、金玫、魯平-奇峰、金塗、戽斗、小戽斗、柯俊雄、周遊、陳秋燕、陳揚、陳雲卿、陽明、石軍、藍琪、張潘陽、張清清、張美瑤、白虹、康明、林龍松、柳青、矮仔財、歐威、小明明、楊麗花、洪一峰、阿匹婆、豬哥亮、素珠......
台語電影知名導演
白克、何基明、李行、李泉溪、辛奇、林福地、林摶秋、邵羅輝、郭南宏、陳洪民、張英......

## 電影種類
類型多元：歌仔戲、民間故事、武俠、愛情文藝、搞笑、神怪等等，或是把好萊塢電影本土化，做創意發揮。
(*好萊塢電影本土化：《王哥柳哥遊台灣》，片中王哥柳哥的組合就是模仿好萊塢喜劇巨星勞萊與哈台。)
約略可分為以歌曲為主的電影、歌仔戲電影與現實社會電影
台語電影的歌曲為主電影，一者是將利用舊有30年代以來的台語歌謠或流行歌曲的意境，將其重拍成電影，例如《雨夜花》《望春風》（楊麗花主演），一者是利用當時正紅的流行歌加以拍攝，例如洪一峰的《舊情綿綿》。這些歌曲因為電影的推波助瀾及影像化，四十年後的2000年代仍為台灣民眾所熟悉。
現實社會電影則包含所有「時裝劇」，這些時裝劇有所謂喜劇片、愛情片、黑社會片等。最大特徵是劇情單薄，甚至有些全盤抄襲歐美國家影片（例如喜劇普遍抄襲卓別林電影）的橋段，1965年的《地獄新娘》即是改編自米蘭夫人，電影中出現鬼魂的鏡頭，是台語片拍攝的一大進步。更大的特色是拍攝地點通常是在台北市近郊附近。這裡面，又以台北北投區最多產量。
在1962年推出007小說的第一部電影《第七號情報員》，受惠於冷戰氛圍，加上電影在情節，男女主角與配樂上都令觀眾印象深刻，在港台上映後大受歡迎，也引領了一陣短暫的台語諜報片的風潮。故事多以抗戰時期對日情報戰為故事背景，著重在爾虞我詐的間諜行動而非國族情懷；另外，台語間諜片還有一個反映當時電影公司高度創意的現象，就是將原版的007電影中重要的「性」元素（如龐德女郎）轉化為台版中的「女間諜」。這成為台語間諜片類型中一個十分特別的角色典型。

台語電影另外還有一種很特殊的類型，且深受觀眾喜愛，那就是「歌仔戲電影」。
當時風靡之因是這是台灣早期盛行的庶民娛樂、拍攝過程簡單(故事、演員、服裝、歌曲等都是現成的)，只要把劇本加以改寫拍攝，且歌仔戲戲迷變成影迷，對票房有巨大幫助，當時出身歌仔戲演員的楊麗花出演的影片基本都深受觀眾喜愛，當時在台語片低潮時，導演都想找她拍片。
這種將全部歌仔戲劇本表演方式及身段搬上大螢幕的這類型電影不但創造是在台灣相當獨特，也是全世界獨一無二的僅有表演歌劇方式。
- 以歌曲為主的電影

1956年《雨夜花》、1962年《雨夜花》（下集）、1964年《媽媽請妳保重》、1962年《台北之夜》、1965年《文夏風雲兒》、1967年《流浪天使》、1967年《流浪劍王子》、1968年《一見你就笑》、1972年《走馬燈》、1964年《懷念播音員》、《舊情綿綿》、《望春風》、1963年《素蘭小姐要出嫁》、1963年《草螟雞公》1964年《桃花泣血記》、1967年《三聲無奈》、1969年《燒肉粽》、1969年 《雨夜花》 （重拍）、1964年《可愛的人》、1965年《心愛彼個人》、1965年《悲戀公路》、1968年《一隻鳥仔》、1969年《媽媽妳在何方》、1964年 《悲情城市》（林福地導演，金玫主演）《危險的青春》
- 現實社會電影

1959年《阿三哥出馬》、1956年《運河殉情記》、1960年《丈夫的密秘》（又名：《錯戀》）、1964年《五月十三傷心夜》、1965年《六個嫌疑犯》、1958年《鬼湖》、1958年《古恨城》、1959年《男之罪》 、1959年《男之罪（續集）》 、1961年《浦島遊龍宮》、1962年《台北之夜》、1962年《女王蜂》、1963年《流浪賣花姑娘》 、1963年《天邊海角》、1963年《台北之星》、1963年《妻在何處》 、1964年《情天玉女恨》 、1964年《矮仔財娶妻》1964年《歡喜過新年》 、1964年《請君保重》、1965年《只愛妳一人》 、1965年《心心相印》、1965年《吹牛大王》、1965年《靈肉之道》、1965年《英雄難過美人關》 、1966年《喋血夜總會》1962年《阿丁大鬧歌舞團》、1962年《台灣夜生活》、1963 年《小財神爺》 、1963 年《金色夜叉》、1964年《天生自然》 1964年《真珠塔》、1964年《港都苦命女》、1964年《再會港都》、1965年《地獄新娘》、1969年《處女寶鑑》、1969年《暗光鳥》、1967年《走路新娘》 、1964年《少女的祈禱》
- 女性間諜片

《天字第一號》、《88號情報員》、《天字第一號續集》、《第六號情報員》、《第三號反間諜》、《金雞心》（天字第一號第三集）、《中日間諜戰》、《第三號反間諜續集》、《假鴛鴦》（天字第一號第四集）、《情報員白牡丹》、《諜報七金剛》、《豔諜三盲女》、《女○○七》、《盲女地下司令》（豔諜第二集）、《盲女集中營》（豔諜第三集）、《盲女大逃亡》（三盲女完結篇）、《死光錶》、《諜報女飛龍》、《真假紅玫瑰》、《國際女間諜》、《鐵漢空空俠》、《女人島間諜戰》、《萬能情報員》、《鐵漢空空俠》、《諜網姐妹花》、《諜報七金剛》、《諜王女金剛》、《千面夜叉》（女○○七續集）、《貓眼女間諜》、《二十九號反間諜》、《國際金塊間諜戰》、《王哥柳哥007》《盲女勾魂劍》等。
- 歌仔戲電影

1955年《薛平貴與王寶釧》、1956年《薛平貴與王寶釧（續集）》、1956年《薛平貴與王寶釧（第三集）》、1956年《范蠡與西施》 、1957年《蘇文達薄情報》、1957年《青山碧血》《碧玉簪》、1981年《陳三五娘》

## 一些事件與大事紀年表
1956年，導演白克將本來由國語（北京話）發音的政令宣導片《黃帝子孫》計劃改以台語配音。因受到政治排擠鬥爭，離開「台灣電影攝製廠」。不過《黃帝子孫》尚未製作完成，何基明導演、以歌仔戲劇團「麥寮拱樂社」為班底的第一部35mm台語電影《薛平貴與王寶釧》提前首映。
1958年1-2月，「台語片影展」得獎作品《萬華白骨事件》、《三美爭郎》、《小情人逃亡》陸續上映。
1958年6/1，台北市雙連戲院、華宮戲院、大觀戲院、大光明戲院、永樂戲院等首創台語片（《白蛇傳》）聯映記錄。由華興製片廠攝製發行的第一部大銀幕台語片《無膽英雄》。台語片到達高潮，年產76部影片。
1958年8/13，第一部16㎜彩色台語片《金壺玉鯉》（陳澄三導演）上映。
1958年10/16，第一部35㎜彩色台語片《下午三點半》殺青，但無上映記錄。
1959年2/17，李行執導的喜劇《王哥柳哥遊台灣》上映，票房長紅。
1959年3/16，由美都歌仔戲團演出的台語片《英台拜墓》上映賣座，再度帶動古裝片得拍攝。
1959年5/29，玉峰影業創業作《阿三哥出馬》（林摶秋導演）上映。
- 1960

本年度產量明顯縮減，部分專映台語片的影院，開始改映二輪日片，市場轉向地方鄉鎮，戲曲古裝片繼續攝製。
台語片《孤女的願望》在台北連演一百五十場，鄉下戲院反應尤烈。
- 1961

台語片產量持續低迷。
戴傳李成立永新影業社。
- 1962

6/20，歌星洪一峰主演的電影《舊情綿綿》上映，大受歡迎，開啟歌唱片風潮。
8/8，歌星文夏主演的《台北之夜》上映，轟動全台。
9/18，白克導演、莊雪芳主演的《龍山寺之戀》甚為轟動，外景遍及臺灣。
台語片以女扮男裝的歌仔戲吸引郊區鄉下觀眾。
十月，台視開播，臺灣開始有電視臺。台語片在電視與國語片品質的雙重壓力下顯得吃力。由片名判斷，常有煽動、粗鄙、漫畫傾向，諸如《憨查某哭倒烏龜洞》、《無你我會死》、《白猴召親》、《楊令婆脫殼》、《白賊七》、《乞食婆哭倒死城》、《銀面小天狗》、《挖眼珠報恩情》、《孫悟空出世》等，許多已走向神怪聳奇路線，總數量雖不見減少，但票房備受威脅。
- 1963

5/11，原為描寫廖添丁故事的影片，因廖添丁內容禁演，而改名《遊俠胡劍明》。
- 1964

4/23，由許成銘、李金山與許峰鐘三人合導的《寶島鐘聲》上映。
4/25，台語版《天字第一號》上映，非常賣座，共連拍五集。
5/16，台韓合作攝製的《最後的裁判》（高仁河導演、林東陞編劇）上映。
6/10，取材真人實事，由新莊國小師生師生自編自導的《學海孤雛》。
9/1，林福地執導的《少女的祈禱》上映。
10/6，徐守仁執導的真人故事《野柳義魂情難忘》上映。
10/7，蔡秋林執導的《恩重如山》上映。
10/28，玉峰再出發的影片《五月十三傷心夜》（林摶秋執導）上映，由信東藥廠投資。
- 1965

1/12，辛奇執導、陽明、游娟主演的《求你原諒》上映。
2/22，《媽媽我思念你》（周炳煌執導）上映。
3/18，《自君別後》（張青執導）上映。
3/22，《台灣日報》舉辦第一屆國產台語片展覽座談會。
6/22，《台灣日報》主辦的五十四年度國產台語影片展覽會，頒獎典禮於中華體育館舉辦。票選台語片十大，高仁河榮獲十大導演第一名，陳揚以《做鬼也風流》獲十大男星第一名，白蘭以《自君別後》獲十大女星第一名。
- 1966

1/9，《豔諜三盲女》上映，開創「盲女」系列電影，隨後《女盲劍客》、《盲女司令》、《盲女集中營》、《盲女大逃亡》紛紛出籠。
9/1，台語異色片《海女紅短褲》上映。
- 1967

1/10，第一部台語西部片《荒野大馬賊》上映。
- 1968

3/26，以年輕男女演員肉體為賣點、改編自西片《大洪荒》之肉體派台語片《人之初》上映。
- 1969

國語片產量首度超越台語片。
中國電視公司開播，何基明受邀拍攝台語連續劇《玉蘭花》。
- 1970

黃俊雄布袋戲《雲州大儒俠》風靡全台。
《鬼新娘》殺青後未見上映日期，台語片在本年度後半期全部停拍，粵語片進口亦寥寥無幾。
- 1971

8/18，台語片《尋母十七年》以國語拷貝參加伊朗國際教育影片展。
8/20，台語異色片《新婚之夜》賣座破百萬。
- 1973

2/13，台灣省製片協會發佈1972年度電影產量，彩色台語片1部，黑白台語片56部。
- 1975

林重光執導的台語片《愛的滋味》，未見上映日期。

## 和「台語電影」相關的史料以及學術文獻
(按照作者姓氏漢語拼音順序排列，只列出專書，期刊論文及書籍篇章不收入)
- 丁伯駪，2000，《一個電影工作者的回憶》，香港：亞洲文化事業機構。
- 台北縣三重市公所，2007，《三重唱片業、戲院、影歌星史》，台北縣三重市：三重市公所。
- 石婉舜，2003，《林摶秋》（臺灣戲劇館資深戲劇家叢書），台北市：國立臺北藝術大學。
- 呂訴上，1961，《台灣電影戲劇史》，台北市：銀華出版部。
- 李天鐸，1997，《台灣電影、社會與歷史》，台北市：亞太圖書出版社。
- 李泳泉，1998，《台灣電影閱覽》，台北市：玉山社出版事業股份有限公司。
- 邱坤良，2001，《陳澄三與拱樂社：台灣戲劇史的一個研究個案》，台北市：國立傳統藝術中心籌備處。
- 邱坤良，2004，《呂訴上》（臺灣戲劇館資深戲劇家叢書），臺北市：行政院文化建設委員會。
- 林奎章，2008，《尋找台語片的類型與作者：從產業到文本》，國立台灣大學戲劇學研究所碩士論文。
- 林良哲，2004，《台中電影傳奇：台中市百年來的電影風華》，台中市：台中市政府。
- 林育文，2004，《郭南宏的電影世界》，高雄市：高雄市電影圖書館。
- 2005，《莊雪芳—向孤獨說再見：寫真筆記書》，台北市：傳神希望線協會。
- 許梅貞，2001，《葉俊麟先生紀念專輯》，基隆市：基隆市立文化中心。
- 陳飛寶，1988，《台灣電影史話》，北京：中國電影出版社。
- 陳幸祺，2004，台語電影明星演員研究：以四個明星演員為例。國立臺北藝術大學戲劇學系研究所碩士論文。
- 陳雅雯，2003，陳子福電影海報研究。國立中央大學藝術學研究所碩士論文。
- 莊庭維，2013，台語電影之研究與類型探討：以1955 年至1981 年的台語電影為例。國立臺南藝術大學動畫藝術與影像美學研究所碩士論文。
- 黃仁、梁海強、戴獨行、徐桂峰、孟莉萍、李南棣，1982，《中國電影電視名人錄》，台北市：今日電影雜誌社。
- 黃仁，1994，《悲情台語片》，台北市：萬象圖書股份有限公司。
- 黃仁，1999，《行者影跡：李行．電影．五十年》，台北市：時報文化出版企業股份有限公司。
- 黃仁，2003，《白克導演紀念文集暨遺作選輯》，台北市：亞太圖書出版社。
- 黃仁，2004，《台灣影評六十年：台灣影評史話》，台北市：亞太圖書出版社。
- 黃仁，2005，《辛奇的傳奇》，台北市：亞太圖書出版社。
- 黃仁，2006，《優秀台語片評論精選集》，台北市：亞太圖書出版社。
- 黃仁，2007，《開拓台語片的女性先驅》，台北市：禾田科技股份有限公司。
- 黃秀如，1991，台語片的興衰起落。國立台灣大學政治研究所碩士論文。
- 黃中宇，1999，《打鑼三響包得行【張英創作集】--張英對台灣影劇的貢獻》，台北市：九寶建設股份有限公司出版部。
- 張深切，1998，《張深切全集》（全12卷），台北市：文經出版社有限公司。
- 楊馥菱，2002，《臺灣歌仔戲史》，台中市：晨星出版有限公司。
- 廖金鳳，2001，《消逝的影像：台語片的電影再現與文化認同》。台北：遠流圖書公司。
- 施如芳，1997，歌仔戲電影研究。國立藝術學院傳統藝術研究所碩士論文。
- 梁良，1984，《中華民國電影影片上映總目》（上、下），台北市：中華民國電影事業發展基金會。
- 曾永義，1988，《台灣歌仔戲的發展與變遷》，台北市：聯經出版事業公司。
- 葉龍彥，1995，《光復初期台灣電影史》，台北市：財團法人國家電影資料館。
- 葉龍彥，1999，《春花夢露：正宗台語電影興衰錄》。台北縣蘆洲市：博揚文化事業有限公司。
- 葉龍彥，2005，《正宗台語電影史1955-1974典藏版》，台北市：台灣快樂學研究所。
- 葉龍彥，2006，《日本電影對台灣的影響1945-1972》，彰化縣：中州技術學院視訊傳播系電影研究中心。
- 劉秀庭，2002，《曾仲影的音樂生涯》，宜蘭五結鄉：國立傳統藝術中心。
- 鍾喬，1994，《電影歲月縱橫談》（上、下），台北市：財團法人國家電影資料館。
- 藍祖蔚，2006，《電光城市：看電影遊高雄》，高雄市：高雄市電影圖書館。
- 藍天虹著，2007，《八十載滄桑話舊》，台北市：三藝文化事業有限公司。
- 電影資料館口述電影史小組作，1994，《台語片時代》（一），台北市：財團法人國家電影資料館。

## 另見
- 台灣電影
- 台灣電影列表
- 台語電影列表